# Himawari(船橋)
himawari(船橋)（ひまわりかっこふなばし）は、日本のアイドルグループ。千葉県船橋市を拠点に活動している。2019年3月、船橋ひまわり娘（ふなばしひまわりむすめ）として結成。2024年4月より現名称。

## 概要
2019年3月から活動を開始した。グループ名は船橋市の花「ヒマワリ」に由来し、柏原収史とISAKICK(175R)がサウンドプロデューサーを務める。グループのロゴやアルバムジャケットのデザインは船橋市内在住の小倉正巳が担当した。KITTE丸の内にてお披露目され、その後ららぽーとTOKYO-BAYでイベントを行い、船橋市での活動を開始した。5月には、市の小松菜PRイベント「こまつなう2019」開催に際して、市内の居酒屋「フナバシ屋」と共同でメニューを考案。期間中、「小松菜ひまわりハンバーグ」と小松菜スムージーが同店で提供された。以降、同市での花火大会、百貨店の夏祭りイベントなどに出演するほか、芋ほりを行うなどファンとの交流を積極的に行っている。

### 略歴
2019年
- 3月 - 活動開始。結成メンバーは、あすか、ソラン、ひなの。
- 5月25日 - グループ初の対バンライブ出演。

2020年
コロナにより活動を自粛
- 7月1日 - 公式Twitterにて、新メンバーのにーな、あみが発表される[5]。にーな、あみは小学生の頃同じ舞台や船橋ミュージックストリートで共演あり[6][7][8]。
- 11月8日 - 船橋ひまわり娘新体制：にーな、あみ お披露目ライブ。

2021年
- 8月28日 - 横浜アリーナ開催の「@JAM EXPO」に出演。
- 10月16日 - お芋堀りイベント開催。

2022年
- 9月3日 - 初の定期ライブを開催。新メンバーかのん、きらり、研究生ゆうか、ゆにが初登場。新体制お披露目ライブ。
- 10月1日 - お芋堀りイベント開催。

2023年
- 3月26日 - 4周年ライブにて、はんな初登場、柏原収史さんから正規メンバーを告げられる。
- 4月15日～16日 - 名古屋遠征。
- 5月27日 - 新メンバーはんな、ゆに。新体制お披露目ライブ。
- 8月4日 - 「TIF2023」に初出演。
- 10月7日～8日 - 名古屋遠征。
- 10月14日 - お芋堀りイベント開催。

2024年
- 3月24日 - 5周年ライブで、にーながアンスリュームへ移籍。新メンバーみおん加入を発表。新曲「Blue」初披露。
- 4月28日 - 新体制お披露目ライブで「himawari(船橋)」に改名を発表[9]。
- 5月4日 - 静岡遠征。
- 5月17日～19日 - 沖縄遠征。
- 7月14日～15日 - 福岡遠征。新曲「未来(仮)」初披露。
- 7月28日 - 新曲「君が全部だ」初披露。
- 8月2日 - 「TIF2024」に出演。
- 9月16日 - 横浜アリーナ開催の「@JAM EXPO」に出演。同日、新メンバーを発表。
- 10月13日 - 新メンバーたじまはるな。新体制お披露目ライブ。新曲「僕はここに立っている」初披露。
- 10月14日 - お芋堀りイベント開催。
- 10月19日 - あみがラブライブ！虹ヶ咲学園スクールアイドル同好会 7th Live! NEW TOKIMEKI LAND」のゲストパフォーマーとして参加。
- 10月26日～27日 - 福岡遠征。
- 11月16日 - 静岡遠征。
- 12月21日 - 名古屋遠征。
- 12月22日 - 大阪遠征。
- 12月29日 - 定期ライブにて、新曲「虹色メロディ」初披露。

2025年
- 2月11日 ～ 4月6日 初のリリースイベント開催。
- 4月19日 - 6周年ライブ in きららホール。
- 5月3日 - 静岡遠征。
- 6月22日 - 定期ライブにて、たじまはるな卒業を発表。
- 6月27日～29日 - 沖縄遠征。
- 7月5日～6日 - ナツゾメ出演。
- 8月1日 - TIF2025出演。

東名阪ツアー決定！
- 8月10日 - 名古屋。
- 8月17日 - 大坂。
- 8月24日 - 東京。

※東名阪ツアーFINAL東京を最後に、ゆに＆はんなが受験のため活動休止。

## メンバー

### 現メンバー
| 名前   | 生年月日（年齢）       | 出身   | 備考                          |
| ------ | ---------------------- | ------ | ----------------------------- |
| ひなの | 1999年2月28日（26歳）  | 兵庫県 |                               |
| あみ   | 2006年10月19日（18歳） | 千葉県 | 元「100℃の世界」。            |
| きらり | 2002年10月11日（22歳） | 埼玉県 |                               |
| はんな | 2011年1月25日（14歳）  | 千葉県 | 25/8/24後、受験による活動休止 |
| ゆに   | 2011年2月28日（14歳）  | 千葉県 | 25/8/24後、受験による活動休止 |
| みおん | 2010年12月20日（14歳） | 東京都 | 元「100℃の世界」              |

### himawari研究生
6周年ライブで初お披露目
| 名前   | 生年月日（年齢）       | 備考 |
| ------ | ---------------------- | ---- |
| まお   | 2011年1月12日（14歳）  |      |
| ゆうみ | 2011年10月11日（13歳） |      |
| ななみ | 2011年11月25日（13歳） |      |
| ここ   | 2013年9月9日（11歳）   |      |

### 元メンバー
- あすか（2019年3月 - 2020年5月3日）
- ソラン（2019年3月 - 2022年3月25日）[11]
- かのん（2022年9月3日 - 2024年3月24日）
- にーな（2020年7月1日 - 2024年3月24日）アンスリュームに移籍
- たじまはるな（2024年9月16日 - 2025年7月13日）

### 元研究生
- ゆうか（2022年9月3日 - 2023年11月26日）BOSO娘に移籍

## 発表曲
- 1st「この街でキミと」
- 2nd「神話にもなれないまま」
- 3rd「ずっキュンLove」
- 4th「ホットカレラテ」
- 5th「ひまわりロード」
- 6th「TruePINK」
- 7th「君色GardenParty」
- アルバム『Assemble』2021年9月19日発売[12]
- 8th 23/3/05「時ノ調べ」
- 9th 23/9/03「カミナリクラッカー」
- 10th 23/3/26「君のいる世界線」
- 11th 23/7/01「さんさんふらわー」
- 12th 24/3/24「Blue」
- 13th 24/4/28「Go Win Fight」
- 14th 24/7/14「未来(仮)」
- 15th 24/7/28「君が全部だ」
- 16th 24/10/13「僕はここに立っているから」
- 17th 24/12/29「虹色メロディ」
- アルバム『White』『Gray』2025年3月22日発売